# Viveca Serlachius
Pour les articles homonymes, voir Serlachius.
Hjördis Petterson, née le 2 mars 1923 à Helsinki (en Finlande) et morte le 9 janvier 1993 à Stockholm, est une actrice suédoise de cinéma.

## Filmographie partielle
- 1945 : Resan bort (en) d'Alf Sjöberg
- 1949 : Skolka skolan (en) de Schamyl Bauman
- 1949 : Fifi Brindacier (en) (Fifi Pippi Långstrump) de Per Gunvall : Fifi Brindacier
- 1950 : Fästmö uthyres de Gustaf Molander
- 1950 : Frokens forsta barn (en) de Schamyl Bauman
- 1952 : Trots de Gustaf Molander